# الصحف والمجلات في البحرين
هذه قائمة تضم الصحف والمجلات في البحرين، وقد بلغ عدد الصحف الصادرة في مملكة البحرين منذ العام 1939 أكثر من 115 جريدة ومجلة متنوعة الاهتمامات كان لها دور حيوي بارز في إثراء الحركة الفكرية والثقافية.
| الصحيفة               | تاريخ صدورها | دورية الصدور | جهة الإصدار              |
| صحيفة الوسط البحرينية | 2002         | يومية        | دار الوسط للنشر والتوزيع |
| صحيفة أخبار الخليج    | 1976         | يومية        | غير محدد                 |
| صحيفة الأيام          | 1989         | يومية        | غير محدد                 |
| صحيفة البلاد          | 2008         | يومية        | غير محدد                 |
| صحيفة الوقت           | 2006         | يومية        | غير محدد                 |
| صحيفة الوطن           | 2005         | يومية        | غير محدد                 |
| صحيفة الميثاق         | 2004         | يومية        | غير محدد                 |

## وصلات خارجية
- موقع صحيفة الوسط البحرينية
- موقع صحيفة الوقت البحرينية
- موقع صحيفة الأيام البحرينية
- موقع صحيفة أخبار الخليج البحرينية
- صدور العدد من صحيفة النبأ الأسبوعية